# STS–61–A
Az STS–61–A jelű küldetés az amerikai űrrepülőgép-program 22., a Challenger űrrepülőgép 9. repülése.

## Jellemzői
A Challenger ürrepülőgép utolsó sikeres útja. Az első olyan Space Shuttle küldetés volt, melyet egy másik ország, Nyugat-Németország támogatott és irányított. Az első űrrepülés amikor két német űrhajós egyszerre teljesített szolgálatot. Az első és egyetlen űrutazás, ahol a felszállás során a legénység nyolc tagú volt.

### Első nap
1985. október 30-án a szilárd hajtóanyagú gyorsítórakéták (SRB) segítségével Floridából, a Cape Canaveral (KSC) Kennedy Űrközpontból, a LC39–A jelű indítóállványról emelkedett a magasba. Az orbitális pályája 91 perces, 57 fokos hajlásszögű, elliptikus pálya perigeuma 319 kilométer, az apogeuma 331 kilométer volt. Felszálló tömeg indításkor 110 568 kilogramm, leszálló tömeg 97 144 kilogramm. Szállított hasznos teher felszálláskor/leszállásnál 14 451 kilogramm

## Hasznos teher
1. A Challenger negyedik alkalommal szállította a világűrbe a Spacelab  mikrogravitációs laboratóriumot, melyben a legénység 12 órás váltásokban 75 tudományos kísérletet hajtott végre. Témakörök: folyadékok fizikája-, kapilláris kísérletek-, marangoni-konvekció (cseppek, buborékok felületi feszültségeinek jelenségei)-, diffúziós (anyagáramlási) jelenségek-, a folyadékok kritikus pontjai-, kristálynövesztés- és szilárdulás-, kompozitanyagok viselkedése-, biológiai tanulmányok – a sejtek funkciói, fejlődési folyamatok-, növényi kultúrák-, orvosi kísérletek – gravitáció hatástényezői, alkalmazkodás a térben [sebesség, idő, interakció]). Az ESA űrhajósai a szolgálat idején szorosan együttműködtek a német Space Operations Center (Oberpfaffenhofen) támogató csoportjával.
2. Get Away Special tartály (doboz) – öt fajta kísérlet végzésére: Föld megfigyelés, orvostudomány, biológia, csillagászat.

### Műhold

#### GLOMR
Global Low Orbiting Message Relay (GLOMR) alacsony pályán keringő telekommunikációs (relé) műhold.
Alkalmazott elnevezések: GLOMR; GLOMR–308 (Getaway Special Payload); G–308 (Getaway). Kódjele: SSC 16231. A műholdat egy rugós szerkezet tolta a világűrbe. Súlya 150 kilogramm, hasznos teher 68,1 kilogramm, várható kutatási élettartam 1 év, 421 napig volt aktív. Adatait földi állomások (relék) rögzítették. Ez volt a második telepítés, az elsőt az STS–51–B űrrepülőgép legénysége hajtotta végre. Az űreszköz akkumulátor probléma miatt nem volt sikeres program. Szolgálati idejének végén 1986. december 26-án, a földi gravitáció hatására belépett a légkörbe és megsemmisült.

#### Hetedik nap
1985. november 6-án Kaliforniában az Edwards légitámaszponton (AFB) szállt le. Összesen 7 napot, 00 órát, 44 percet és 51 másodpercet töltött a világűrben. 4 680 000 kilométert (2 909 352 mérföldet) repült, 112 alkalommal kerülte meg a Földet. Egy különlegesen kialakított Boeing 747 tetején visszatért kiinduló bázisára.

## Személyzet
(zárójelben a repülések száma az STS–61–A-ig, azzal együtt)
- Henry Hartsfield (3), parancsnok
- Steven Nagel (2), pilóta
- Bonnie Dunbar (1), küldetésfelelős
- James Buchli (2), küldetésfelelős
- Guion Bluford (2), küldetésfelelős
- Reinhard Furrer (1), rakományfelelős – (DFVLR, NSZK)
- Ernst Messerschmid (1), rakományfelelős – (DFVLR), NSZK)
- Wubbo Ockels (1), rakományfelelős – (ESA, Hollandia)

### Tartalék személyzet
Ulf Dietrich Merbold rakományfelelős,

### Visszatérő személyzet
- Henry Warren Hartsfield (3), parancsnok
- Steven Ray Nagel (2), pilóta
- Bonnie Jeanne Dunbar (1), küldetésfelelős
- James Frederick Buchli (2), küldetésfelelős
- Guion Bluford (2), küldetésfelelős
- Reinhard Furrer (1), rakományfelelős
- Ernst Messerschmid (1), rakományfelelős
- Wubbo Ockels (1), rakományfelelős